# Valentí Fargnoli Iannetta
Valentí Fargnoli Iannetta (Barcelona, 12 d'abril de 1885 -Girona, 7 d'abril de 1944), fou un dels fotògrafs més destacats de les comarques gironines durant la primera meitat del segle xx. Parlava italià, alemany, francès, català i castellà. El seu germà, Adolf Fargnoli, fou un conegut especialista en la talla d'arquetes i capsetes de fusta, molt blasmades per Salvador Dalí.

## Biografia
Fargnoli va néixer en una pensió de la Rambla de Barcelona a finals del segle xix, el 1885. Els seus pares, Antoni Fargnoli Rossi i Maria Iannetta Vetranio, eren dos immigrants provinents de Belmonte di Castel·lo un poblet proper a Nàpols, Itàlia, que van anar a Barcelona a casar-se i provar fortuna. Sembla que hi nasqué casualment, ja que els seus pares tenien la intenció de retornar a Itàlia per tal que el seu primer fill nasqués allí però el part s'avançà a poc abans que la família pogués embarcar-se. Un dia després fou batejat a la parròquia de Sant Josep, actualment de Santa Mònica amb el nom de Valentí Miquel Umberto. Als pocs dies de néixer Valentí, els va embarcar amb els seus pares cap a Belmonte di Castelo, on naixerien posteriorment els seus germans.
De nou a Catalunya, Fargnoli es va instal·lar a Verges, per traslladar-se al cap de poc temps a la capital gironina. La seva primera fotografia documentada data del 1901, una fotografia a l'antiga muralla del Pes de la Palla a Girona. Poc després, el 8 d'abril de 1904, fotografiaria la visita del rei Alfons XIII a Barcelona, convertint-se en proveïdor de la casa reial i documentant el 1906 el casament del rei amb Victòria Eugènia. El 1910 va marxar a l'Argentina a provar sort com a fotògraf, però al cap d'un any tornaria a Catalunya, on començaria a publicar les seves fotos al Suplemento Literario del Autonomista.
Es guanyaria la vida venent postals fotogràfiques, desplaçant-se en bicicleta pels diferents pobles i llogarets de les comarques gironines, així com col·laborant amb l'Arxiu d'Adolf Mas i Ginestà. Es va casar amb Rosa Vilaseca Grèbol, de Maçanet de la Selva.
Entre 1925 i 1929 va fer moltes fotografies promocionals de les orquestres locals. El 1933 l'Ajuntament de Girona li va fer el seu primer encàrrec, fotografiar dues escoles públiques construïdes durant el període de la Segona República Espanyola.
Al cap de poc d'esclatar la Guerra Civil Espanyola, el 15 d'octubre de 1936, va dipositar en el Servei de Documents de la Comissaria Delegada de la Generalitat de Catalunya, un feix de 463 negatius. Es creu que algun delegat de la Generalitat va endur-se part d'aquest arxiu a França.
Un cop finalitzada la guerra, entre 1942 i 1943 va rebre un altre encàrrec de l'Ajuntament de Girona, fotografiar totes les masies històriques de la província. Moriria el 7 d'abril de 1944 a Girona. Tot i passar gran part de la seva vida a Girona, el fotògraf va conservar la seva nacionalitat italiana.
Un cop mort, els seus hereus i familiars van anar venent a poc a poc els negatius que conservaven i les inundacions que van haver a la ciutat el 1962 van malmetre la part de l'arxiu que llavors encara perdurava, adquirit anteriorment pel fotògraf Martí de Girona.
El mes de juny del 2011 l'INSPAI, Centre de la Imatge de la Diputació de Girona va incorporar 7.000 noves imatges, on es trobaven obres de Valentí Fargnoli, Sebastià Martí Roura i Sebastià Martí Calvo.

## Obra
La seva consta de fotografia documentalista de monuments i paratges catalans, així com de retrats i fotografies de grup fetes per encàrrec. Principalment va recórrer els municipis propers a Girona, però es té constància que va arribar a fotografia zones més allunyades com el Ripollès.
El seu sistema de treball es basava a fer fotografies durant el dia, tornar a Girona al capvespres, revelar les fotos durant la nit, deixant-les 24 hores en remull, per després assecar-les. Gran part de les seves fotografies s'han mantingut en un molt bon estat de conservació fins a l'actualitat. Es diu que feia servir materials de producció pròpia, que Fargnoli es creava el seu revelador, fixador i d'altres.
Les seves fotografies són fàcilment recognoscibles, ja que és dels pocs fotògrafs de l'època que datava i signava el negatiu. Segons la seva filla, Fargnoli signava només les fotos que considerava bones.
També altres fets importants que va immortalizar amb la seva càmera fotogràfica van ser pluges, riuades i inundacions; de les que val la pena destacar les ocurregudes a Amer el Setembre de 1926.

## Publicacions
- Valentín Fargnoli Annetta. Història Gràfica 1909-1940
- 1985 - Girona vista per Fargnoli[8]
- El 2011 l'ajuntament gironí, juntament amb l'editorial Rigau Editors, van publicar dos volums dedicats a la seva obra, amb una selecció de 160 fotografies.[9]
- GRASSOT i RADRESA, Marta. Valentí Fargnoli 1885 - 1944 : de la fotografia artística a la Nova Objectivitat : imatges de la Col·lecció Mascort. Torroella d Montgrí : Fundació Mascort, 2013. ISBN 9788461669288
- Valentí Fargnoli : una memòria persistent. [Coordinació: Àngels Miralles Bellmunt]. Girona : Diputació de Girona. Àrea de Cultura, Noves Tecnologies, Esports i Benestar : INSPAI Centre de la Imatge, 2019[10]

## Exposicions rellevants
- 1985 - Centenari Valentí Fargnoli Sala Fidel Aguilar, Girona[11]
- 2013 - Valentí Fargnoli 1885 - 1944 : de la fotografia artística a la Nova Objectivitat : imatges de la Col·lecció Mascort[12]

## Premis i reconeixements
- 1918 - premi d'honor, Institut Agrícola Català de Sant Isidre de Barcelona
- Té un carrer dedicat a la ciutat de Girona